# Codigoro
Codigoro es un municipio situado en el territorio de la provincia de Ferrara, en Emilia-Romaña (Italia). En él se encuentra la abadía de Pomposa.

## Demografía
| Gráfica de evolución demográfica de Codigoro entre 1861 y 2001 |
|                                                                |
| Fuente ISTAT - elaboración gráfica de Wikipedia                |